# ویلیام مک‌دانل
ویلیام مک‌دانل (انگلیسی: William McDonnell; ۱۵ ژوئیهٔ ۱۸۷۶ – ۱۱ مهٔ ۱۹۴۱) ورزشکار اهل ایالات متحده آمریکا بود.
وی در مسابقات کشوری و بین‌المللی در مجموع برندهٔ ۱ مدال نقره، ۱ مدال برنز شده‌است.